# 閻溥 (嘉靖進士)
阎溥（1484年—1547年），初字克周，改字公甫，號北泉，陕西西安府興平縣人，民籍。

## 生平
治《書經》，行四，由國子生中式丁卯科（1507年）陕西鄉試第四十六名舉人，年三十九歲中式嘉靖二年（1523年）癸未科會試第三百六十七名，第三甲第二百六十五名進士。授刑部主事。时光禄卿崔某子杀人，其子是前首辅外甥，就请求阎溥宽恕判刑，阎溥拒绝道：仆与相公均有官守，朝廷法顾为相公屈耶？竟论如律。嘉靖十年辛卯（1582年）出守保定府，嘉靖十三年（1534年）八月晋升浙江按察司副使，与同僚因舊事互行弹劾而罢官，遂不复出仕。

## 家族
曾祖阎通，刑部司狱、贈順天府府尹。祖阎铎，順天府府尹。父阎璘，鸿胪寺序班。母趙氏。永感下，兄江、瀚、滄、沐、浙；弟濟。